# Osredek, Cerknica
Osredek je naselje v Občini Cerknica.